# Oberdorf (Basilea)
Oberdorf és un municipi del cantó de Basilea-Camp (Suïssa), situat al districte de Waldenburg.